# Sofía Rivera
Sofía Rivera Aragón es sicóloga, investigadora y docente mexicana, es reconocida por la elaboración de material didáctico de apoyo a la enseñanza en la Facultad de Psicología. En 2006 recibió el Premio Universidad Nacional y en 2020 el Premio Mexicano de Psicología.

## Trayectoria
Es licenciada en Psicología, Maestra y Doctora en Psicología Social por la Facultad de Psicología de la UNAM. Hace parte de la Asociación Mexicana de Psicología Social, S.C. de la cual fue presidenta en el periodo 1999-2000. Es miembro del Sistema Nacional de Investigadores de México, en el nivel III.

### Docencia
Es profesora titular "C" de tiempo completo definitivo de la Facultad de Psicología de la UNAM. Ha dirigido alrededor de 131 tesis concluidas de licenciatura, maestría y doctorado. Asimismo, ha participado como sinodal en 446 tesis, tanto de licenciatura como de posgrado. Ha impartido numerosos talleres para maestros y estudiantes de diversas instituciones alrededor del país, entre ellas Universidad Autónoma del Estado México, Universidad de Sonora, Instituto Tecnológico de Sonora, Universidad Autónoma de Yucatán). Ha participado también en proyectos de investigación financiados por la Organización Panamericana de la Salud, CONACYT y DGAPA-PAPPIT. Uno de los logros más reconocido del trabajo académico de Rivera Aragón ha sido la elaboración de material didáctico de apoyo a la enseñanza en la Facultad de Psicología. Es autora del Manual de prácticas de estadística, psicología experimental y metodología, editado en siete versiones. Se le atribuyen también las Pruebas de significancia estadística “t”, “F”, “x²”, y el material Técnicas de muestreo y problemas de investigación.

### Investigación
Las líneas de investigación de la Dra. Rivera Aragón integran las relaciones interpersonales en el área de familia, pareja, amigos, los aspectos negativos de las relaciones cercanas: poder, violencia, celos, infidelidad, conflicto, manejo del conflicto, así como las formas de enfrentar estas relaciones: enfrentamiento, empatía, regulación emocional. También ha investigado acerca de la relación entre salud y pareja, específicamente sus efectos en la ansiedad y la depresión. Fue integrante de la Subcomisión Dictaminadora del Área de Humanidades y Ciencias de la Conducta del Sistema Nacional de Investigadores (2004-2005), de la Comisión Especial PRIDE del Consejo Académico del Área de Ciencias Sociales (2004-2009), del Consejo Técnico de la Facultad de Psicología de la UNAM (2007-2009) y pertenece al Comité Editorial de la Revista de Psicología Social y Personalidad y del libro La Psicología Social en México. 
Fue editora asociada de la Revista de Psicología Social en España (2010 a 2015), editora ejecutiva de la revista Acta de Investigación Psicológica de la Facultad de Psicología de la UNAM. Fungió como presidenta de la Asociación Mexicana de Psicología Social en el periodo 1999-2000. Actualmente, pertenece al comité Editorial de la Revista de Psicología Social y Personalidad.
Ha expuesto en más de cuatroscientas ponencias en Congresos Nacionales e Internacionales efectuados en México, Estados Unidos, Canadá, Gran Bretaña, Cuba, Guatemala, Venezuela, Perú, Brasil, Chile, Argentina, España, China, Australia y Grecia.
Pertenece a las siguientes asociaciones profesionales:
- ISSPR (International Society for the Study of Personal Relationships).
- IACCP (International Association for Cross-Cultural Psychology).
- AMEPSO (Asociación Mexicana de Psicología Social)
- Sociedad Mexicana de Psicología
- Sociedad Interamericana de Psicología
- Asociación Internacional de Psicología Aplicada
- Asociación Iberoamericana de Evaluación Psicológica

## Publicaciones
1. García Méndez Mirna, Rivera Aragón Sofía, Rolando Diaz-Loving e Isabel Reyes-Lagunes (2015). Continuidad y cambio en la familia. Factores intervinientes. México: Fez Zaragoza-UNAM y El Manual Moderno. ISBN: 978-607-448-515-8.
2. Sofía Rivera-Aragón, Luz María Cruz-Martínez, Mirna García-Méndez, Rolando Díaz-Loving, Isabel Reyes-Lagunes (2015). Statistical Methods and Computer Applications in Psychology. In Andrew A. Mogaji, International Handbook of the Discipline of Psychology (Cap. 16). Benue State University, Makurdi, Nigeria. Capseria Press.
3. Jesús Javier Higareda Sánchez, Arturo del Castillo Arreola, Angélica Romero Palencia, Flor de María Erari Gil Bernal, Sofía Rivera Aragón (2015). La escala de estilos de afrontamiento forma BMOOS: validación en estudiantes universitarios mexicanos. Revista Psicología Iberoamericana, 23, 2, 55-65. ISSN: 1405-0943.
4. Claudia Ivethe Jaen Cortés, Sofía Rivera Aragón, Elga Filipa Amorin de Castro & Leonor Rivera Rivera (2015). Violencia de pareja en mujeres: Prevalencia y factores asociados. Acta de Investigación Psicológica. Universidad Nacional Autónoma de México. Facultad de Psicología. (diciembre 2015). 2224-2239. ISSN: 2007-4719.
5. Sofía Rivera-Aragón, Claudia Ivethe Jaen Cortés, Rolando Díaz-Loving, Gerardo Benjamín Tonatiuh Villanueva Orozco, Mirna García Méndez y Nancy Montero Santamaría (2016). La regulación emocional como determinante de la violencia. La Psicología Social en México, XVI, 145-150. ISBN: 978-607-96539-5-8.
6. Pedro Wolfgang Velasco Matus, Gerardo Benjamín Tonatiuh Villanueva Orozco, Sofía Rivera Aragón & Rolando Díaz Loving (2016). Revisiting happiness: frequency versus intensity. Acta de Investigación Psicológica. Universidad Nacional Autónoma de México. Facultad de Psicología,  2595-2604. ISSN: 2007-4719.
7. Sofía Rivera-Aragón, (2017). 8 escalas: El lado negativo de las relaciones de pareja. Editorial El Manual Moderno. ISBN: 9786074486520

## Reconocimientos
- Premio Universidad Nacional, en el área de Ciencias Sociales (2006).
- Premio Dr. Rogelio Díaz Guerrero a la Investigación Psicosocial y la Etnopsicología (2006).
- Premio de Enseñanza e Investigación en Psicología del Consejo Nacional de Enseñanza e Investigación en Psicología (CNEIP, 2012).
- Premio Mexicano de Psicología (2020), modalidad Investigación en Psicología, otorgado por la Federación Nacional de Colegios, Sociedades y Asociaciones de Psicólogos de México, A. C. (FENAPSIME).[6]